# Universiteit van Tallinn
De Universiteit van Tallinn (Estisch: Tallinna Ülikool) is een openbare universiteit in de Estische hoofdstad Tallinn. Het is een van de grootste instellingen voor hoger onderwijs in Estland.

## Geschiedenis en ideologie
De universiteit werd opgericht op 18 maart 2005, als gevolg van de fusie van verschillende andere universiteiten (waaronder de Pegagogische Universiteit) en onderzoeksinstellingen. De universiteit specialiseert zich vooral in studies op het gebied van geesteswetenschappen en sociale wetenschappen, maar richt zich ook op natuur- en exacte wetenschappen.
Eind 2019 studeerden er ruim 6.997 studenten aan de universiteit, waarvan er 916 van buiten Estland kwamen. Er zijn meer dan 500 academische stafleden actief.
De universiteit heeft als doel om een internationaal onderzoekscentrum te worden, met een sterke en flexibele leeromgeving. Derhalve focust de universiteit zich sterk op internationalisatie. Zo worden de zeven academische programma’s en een aantal kleinere programma’s ook in het Engels aangeboden.